# ارزیاب گسسته
در ریاضیات، ارزیاب گسسته یا ارزیابی گسسته (Discrete Valuation)، ارزیابی صحیحی روی میدان K است؛ یعنی تابعی به صورت:
{\displaystyle \nu :K\to \mathbb {Z} \cup \{\infty \}}
به طوری که این تابع برای هر {\displaystyle x,y\in K} در شرایط زیر صدق می‌کند:
{\displaystyle \nu (x\cdot y)=\nu (x)+\nu (y)}
{\displaystyle \nu (x+y)\geq \min {\big \{}\nu (x),\nu (y){\big \}}}
{\displaystyle \nu (x)=\infty \iff x=0}

## ارجاعات
1. ↑  Cassels & Fröhlich 1967, p. 2.